# Cam Gigandet
Cam Joslin Gigandet (pronunciado [dʒiːɡɑːnˈdeɪ]; Tacoma, Washington; 16 de agosto de 1982) es un actor estadounidense. Es conocido por sus actuaciones en The O.C., Crepúsculo, Pandorum, Never Back Down, Burlesque, Easy A, The Roommate y Priest.

## Primeros años
Nació en Tacoma, Washington, hijo de Kim y Jay Gigandet, copropietario de la franquicia de pizza, "The Rock". Su hermana Kelsie es una estilista. Después de graduarse de Auburn Senior High School en Auburn, Washington en 2001, se mudó a California, donde asistió al Santa Monica College.

## Carrera
En 2003, Gigandet debutó como actor apareciendo de invitado en CSI: En la escena del crimen. En 2004 y 2005, continuó su carrera televisiva con papeles notables en The Young and the Restless y Jack & Bobby.
En 2006, Gigandet audicionó exitosamente para el papel de Kevin Volchok en la serie dramática The O.C..
Gigandet interpretaba el papel de Kevin, un "chico hot" y un surfista rebelde y competitivo que desarrolla una relación casual con Marissa Cooper interpretada por Mischa Barton. Gigandet se convirtió en un personaje principal en la serie y su actuación fue elogiada por los críticos. Cam regresó al final de la cuarta y última temporada de la serie. Actuó en un total de 15 episodios. Muchos críticos notaron esto como el papel estelar de Gigandet.
En agosto de 2007, Gigandet fue elegido en la película de Summit Entertainment Never Back Down. Interpreta el papel de un "chico malo" villano y campeón de lucha Ryan McCarthy quien tiene como objetivo acabar con el protagonista de la película interpretado por Sean Faris. El elenco también estaba integrado por Amber Heard, Djimon Hounsou y Evan Peters. La película fue lanzada el 14 de marzo de 2008 y fue un éxito en las taquillas obteniendo en todo el mundo una recaudación de $81,237,529 de dólares. La película recibió, por lo general, críticas negativas. Gigandet y Faris compartieron un premio por "Mejor Pelea" en los Premios MTV Movie en el año 2008.

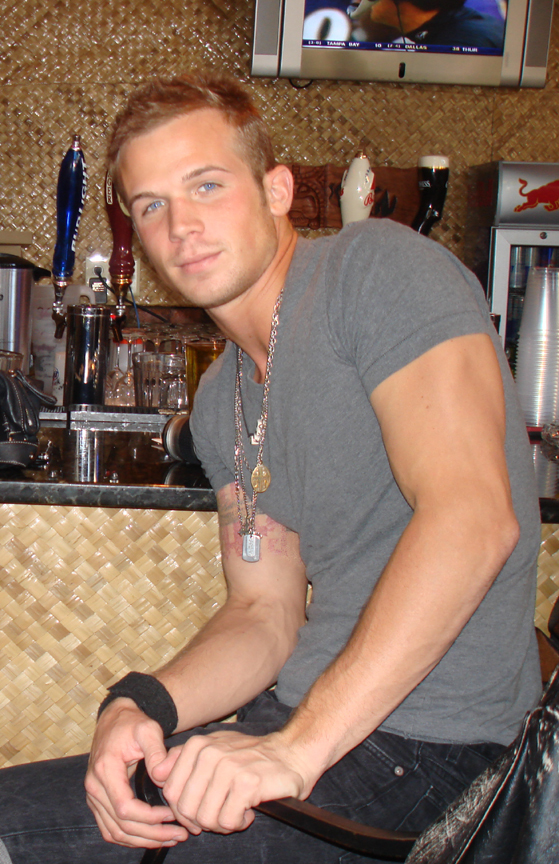
Cam Gigandet en el año 2006.

En diciembre de 2007 Summit Entertainment eligió a Gigandet para la película Crepúsculo  basada en el best-seller homónimo escrito por Stephenie Meyer.  Firmó para interpretar al vampiro James. El filme fue dirigido por Catherine Hardwicke y protagonizado por Kristen Stewart y Robert Pattinson. La película fue lanzada el 21 de noviembre de 2008, y tuvo un gran éxito en las taquillas y recibió críticas mixtas. Luego de esta película se estrenaron cuatro entregas más dando por finalizada la Saga Crepúsculo en 2012. Gigandet no repitió su papel en ninguna de estas ya que su personaje es asesinado al final de la primera película. Recibió su segundo premio por "Mejor Pelea" en los Premios MTV Movie del año 2009, en este caso compartido con Robert Pattinson.
En 2008, Gigandet ganó el premio One to Watch en los Premios Young Hollywood. En agosto de ese mismo año, firmó para formar parte de la película de Screen Gems, The Unborn interpretando a Mark el interés amoroso de la protagonista, Casey Beldon (Odette Yustman). La película narra la historia de una joven atormentada por un fantasma que trata de tomar posesión de ella como manera de acceder a la existencia física. La película fue producida por Michael Bay, con la compañía Platinum Dunes y fue lanzada el 9 de enero de 2009, recibiendo críticas negativas. A pesar de esto fue un éxito financiero al ganar $75,915,793 de dólares en todo el mundo.
En 2009, Gigandet fue elegido junto a Leighton Meester y Minka Kelly para interpretar The Roommate. La película narra la historia de una estudiante universitaria (Kelly) a quien le asignan una compañera de cuarto (Meester) que pronto se vuelve obsesiva. Interpretó a Stephen, un estudiante universitario y el interés amoroso del personaje de Minka. La película fue lanzada el 4 de febrero de 2011. Ha sido comparada a la película Single White Female por los medios de comunicación.
En marzo de dicho año, Cam fue elegido para protagonizar Priest junto a Paul Bettany, Karl Urban, Lily Collins y Stephen Moyer, entre otros.  Gigandet interpreta el papel de Hicks. La fecha de lanzamiento de la película fue retrasada varias veces, estrenándose finalmente el 13 de mayo de 2011, en formato 3D.

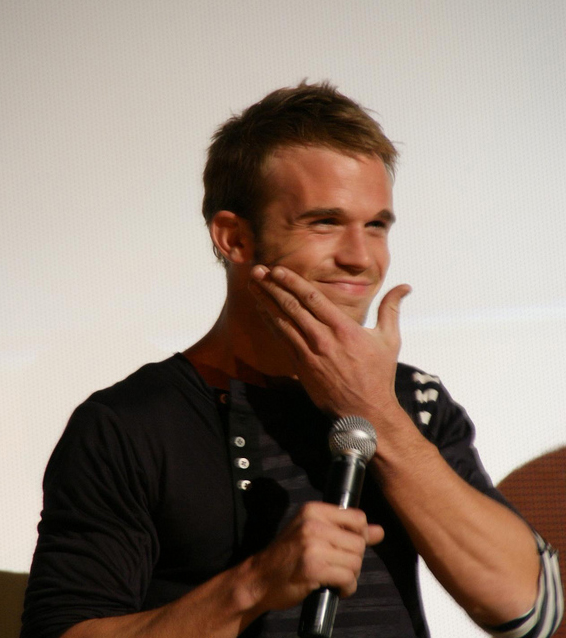
Cam Gigandet en el año 2008.

En mayo de 2010, 20th Century Fox eligió a Cam para el thriller Bajo amenaza junto a Nicole Kidman y Nicolas Cage, interpretando el papel de Jonah Collins, el antagonista principal, que toma a los personajes de Kidman y Cage como rehenes. La filmación tuvo lugar en agosto y septiembre de dicho año bajo la dirección de Joel Schumacher. La película fue estrenada en el Festival Internacional de Cine de Toronto en el mes de septiembre del año 2011.
El 17 de septiembre de 2010, Gigandet estrenó la comedia Rumores y mentiras junto a Emma Stone, Penn Badgley y Amanda Bynes. En esta interpretó el papel de Micah, un estudiante de 22 años. La película fue un éxito de taquilla obteniendo $76,639,272 de dólares en todo el mundo y la crítica unánime con elogios. También protagonizó al villano guardia de prisión Chase en el thriller psicológico The Experiment coprotagonizada por Adrien Brody, Forest Whitaker y Maggie Grace. La película recibió críticas mixtas y se lanzó directamente a vídeo en Estados Unidos el 21 de septiembre del mismo año, a través de Stage 6 Films.
Ese mismo año, Screen Gems eligió a Gigandet para protagonizar la película nominada a 3 Premios Globo de Oro y ganadora de 1, Burlesque. La película fue escrita y dirigida por el director Steve Antin y protagonizada por Cher, Christina Aguilera y Stanley Tucci.  El filme es un musical que cuenta la historia de Alice "Ali" Marilyn Rose (Aguilera) una joven que se muda a Los Ángeles a seguir su sueño de cantar y termina en un bar burlesque. Cam interpreta a Jack Miller, el interés amoroso del personaje de Aguilera, un camarero que trabaja en el club. La película fue lanzada el 24 de noviembre de 2010 en Estados Unidos recaudando más de $17 millones de dólares en su primera semana, obteniendo críticas mixtas. Además fue un éxito en taquilla recaudando más de $87.5 millones sólo en taquillas en todo el mundo.
En el año 2012 Gigandet protagonizó 3 películas: Making Change, coprotagonizada por Steve Guttenberg, un drama que narra la historia de un grupo de desertores de la sociedad que toman la lucha contra un gobierno que quiere criminalizar a los ciudadanos y las iglesias que alimentan a los hambrientos; y las películas hechas para televisión The Tin Star junto a Ana de la Reguera y Keith Carradine; y Código Gerónimo: La caza de Bin Laden, que narra la redada llevada a cabo en Abbottabad, Pakistán, con el equipo SEAL de los Estados Unidos que dio muerte a Osama bin Laden en mayo de 2011. Producida por The Weinstein Company, la cinta fue estrenada por el canal National Geographic el domingo 4 de noviembre de 2012.
El 10 de enero de 2014 se estrena en salas de EE. UU. y en demanda Free Ride, una película indie que rodó en 2011 en Sarasota junto a Anna Paquin, Drea de Matteo y Liana Liberato

## Vida personal
Gigandet y su prometida, Dominique Geisendorff, tienen dos hijas; Everleigh Rae Gigandet, nacida el 14 de abril de 2009, y Armie Heartly Gigandet, nacida el 30 de noviembre de 2015, y un hijo, Rekker Radley Gigandet, nacido el 23 de enero de 2013.
Es cinturón negro en krav magá, un sistema de defensa personal desarrollado por el ejército israelí.

## Filmografía
| Año  | Título                                     | Rol                | Notas        |
| ---- | ------------------------------------------ | ------------------ | ------------ |
| 2004 | Mistaken                                   | Joe                | Cortometraje |
| 2007 | Who's Your Caddy?                          | Mick               |              |
| 2008 | Never Back Down                            | Ryan McCarthy      |              |
| 2008 | American Crude                             | Kip Adams          |              |
| 2008 | Crepúsculo                                 | James              |              |
| 2009 | The Unborn                                 | Mark Hardigan      |              |
| 2009 | Pandorum                                   | Gallo              |              |
| 2010 | Five Star Day                              | Jake Gibson        |              |
| 2010 | Easy A                                     | Micah              |              |
| 2010 | Burlesque                                  | Jack Miller        |              |
| 2010 | The Experiment                             | Chase              |              |
| 2011 | The Roommate                               | Stephen Morterelli |              |
| 2011 | Priest                                     | Hicks              |              |
| 2011 | Trespass                                   | Jonah Collins      |              |
| 2012 | The Tin Star                               | Jake Flynn         |              |
| 2012 | Making Change                              | Bishop             |              |
| 2012 | Seal Team Six: The Raid on Osama Bin Laden | Stunner            |              |
| 2013 | Turbo                                      | Snail 1            |              |
| 2013 | Plush                                      | Carter             |              |
| 2013 | Free Ride                                  | Ray                |              |
| 2014 | Red Sky                                    | Butch Masters      |              |
| 2014 | In the Blood                               | Derek Grant        |              |
| 2014 | 4 Minute Mile                              | Wes Jacobs         |              |
| 2014 | Bad Johnson                                | Rich Johnson       |              |
| 2016 | Broken Vows                                | Michael            |              |
| 2016 | The Magnificent Seven                      | McCann             |              |
| 2017 | Black Site Delta                           | Jake               |              |
| 2017 | The Shadow Effect                          | Gabriel Howarth    |              |
| 2022 | Nueve balas                                | Tommy              |              |
| 2023 | Til Death Do Us Part                       | Mejor hombre       |              |
| 2024 | Outlaw Posse                               | Caprice            |              |

| Año           | Título                         | Rol                 | Notas                           |
| ------------- | ------------------------------ | ------------------- | ------------------------------- |
| 2003          | CSI: Crime Scene Investigation | Mark Young          | Episodio: "Feeling the Heat"    |
| 2004          | The Young and the Restless     | Daniel Romalotti Jr | 7 episodios                     |
| 2005          | Jack & Bobby                   | Randy Bongard       | 5 episodiis                     |
| 2005–06       | The O.C.                       | Kevin Volchok       | 15 episodios                    |
| 2014          | Reckless                       | Roy Rayder          | Elenco principal (13 episodios) |
| 2015          | Nanny Cam                      | Mark Kessler        |                                 |
| 2016–presente | Ice                            | Jake Pierce         | Elenco principal                |

## Premios y nominaciones
| Año  | Premiación             | Categoría                                              | Resultado | Trabajo         |
| ---- | ---------------------- | ------------------------------------------------------ | --------- | --------------- |
| 2008 | Young Hollywood Awards | One to watch                                           | Ganador   |                 |
| 2008 | MTV Movie Awards       | Best Fight (compartido con Sean Faris)                 | Ganador   | Never Back Down |
| 2009 | MTV Movie Awards       | Best Fight (compartido con Robert Pattinson)           | Ganador   | Crepúsculo      |
| 2009 | Teen Choice Awards     | Choice Movie: Villain                                  | Ganador   | Crepúsculo      |
| 2009 | Teen Choice Awards     | Choice Movie: Rumble (compartido con Robert Pattinson) | Ganador   | Crepúsculo      |
| 2011 | Teen Choice Awards     | Choice Movie Actor: Drama                              | Nom       | The Roommate    |